# Stanisław Fołtyn
Stanisław Jakub Fołtyn (Varsó, 1936. július 25. – 2003. március 8.) válogatott lengyel labdarúgó, kapus, olimpikon.

## Pályafutása

### Klubcsapatban
1953 és 1969 között a Legia Warszawa csapatában szerepelt, ahol három bajnoki címet és négy lengyel kupagyőzelmet ért el. 1969–70-ben az amerikai Wisla Chicago labdarúgója volt. 1970-ben hazatért és a harmadosztályú RKS Ursus kapusa lett. Az aktív labdarúgást 1972-ben fejezte be.

### A válogatottban
1960 és 1964 között négy alkalommal szerepelt a lengyel válogatottban. Tagja volt az 1960-as római olimpiai játékokon részt vevő csapatnak.

## Sikerei, díjai
Legia Warszawa
- Lengyel bajnokság
  - bajnok (3): 1955, 1956, 1968–69
- Lengyel kupa
  - győztes (4): 1955, 1956, 1964, 1966